# العلاقات الجنوب سودانية النيبالية
العلاقات الجنوب سودانية النيبالية هي العلاقات الثنائية التي تجمع بين جنوب السودان ونيبال.

## مقارنة بين البلدين
هذه مقارنة عامة ومرجعية للدولتين:
| وجه المقارنة                                              | جنوب السودان                  | نيبال                             |
| --------------------------------------------------------- | ----------------------------- | --------------------------------- |
| المساحة (كم2)                                             | 619.75 ألف                    | 147.18 ألف                        |
| عدد السكان (نسمة)                                         | 12.58 مليون                   | 29.40 مليون                       |
| الكثافة السكانية (ن./كم²)                                 | 20.3                          | 199.76                            |
| العاصمة                                                   | جوبا                          | كاتماندو                          |
| اللغة الرسمية                                             | لغة إنجليزية                  | اللغة النيبالية                   |
| العملة                                                    | جنيه جنوب سوداني، جنيه سوداني | روبية نيبالية                     |
| الناتج المحلي الإجمالي (بليون دولار)                      | 2.90 مليار                    | 24.47 مليار                       |
| الناتج المحلي الإجمالي (تعادل القوة الشرائية) بليون دولار | 22.88 مليار                   | 70.20 مليار                       |
| الناتج المحلي الإجمالي الاسمي للفرد دولار أمريكي          | 73                            | 743                               |
| الناتج المحلي الإجمالي للفرد دولار أمريكي                 | 2.02 ألف                      | 2.37 ألف                          |
| مؤشر التنمية البشرية                                      | 0.467                         | 0.548                             |
| رمز المكالمات الدولي                                      | +211                          | +977                              |
| رمز الإنترنت                                              | .ss                           | .np                               |
| المنطقة الزمنية                                           | ت ع م+03:00                   | UTC+05:45، التوقيت الموحد لنيبال ‏ |

## منظمات دولية مشتركة
يشترك البلدان في عضوية مجموعة من المنظمات الدولية، منها:
| علم المنظمة | اسم المنظمة                               | تاريخ انضمام جنوب السودان | تاريخ انضمام نيبال |
| ----------- | ----------------------------------------- | ------------------------- | ------------------ |
|             | مؤسسة التنمية الدولية                     | 18 أبريل 2012             | 6 مارس 1963        |
|             | مؤسسة التمويل الدولية                     | 18 أبريل 2012             | 7 يناير 1966       |
|             | الأمم المتحدة                             | 14 يوليو 2011             | 14 ديسمبر 1955     |
|             | منظمة الشرطة الجنائية الدولية             | ?                         | ?                  |
|             | البنك الدولي للإنشاء والتعمير             | 18 أبريل 2012             | 6 سبتمبر 1961      |
|             | الاتحاد البريدي العالمي                   | ?                         | ?                  |
|             | المركز الدولي لتسوية المنازعات الاستشارية | 18 مايو 2012              | 6 فبراير 1969      |
|             | وكالة ضمان الاستثمار متعدد الأطراف        | 18 أبريل 2012             | 9 فبراير 1994      |
|             | يونسكو                                    | 27 أكتوبر 2011            | 1 مايو 1953        |

## وصلات خارجية
- موقع وزارة الخارجية الجنوب سودانية
- موقع وزارة الخارجية النيبالية